# Маковский, Михаил Михайлович
Михаил Михайлович Маковский (бел. Міхаіл Міхайлавіч Макоўскі; род. 23 апреля 1977, Молодечно, Минская область) — белорусский футболист, тренер.

## Биография
Михаил Маковский и его брат-близнец Владимир начали заниматься футболом в Молодечно, где их наставником в местной ДЮСШ был Анатолий Береснёв. В 16-летнем возрасте футболисты оказались в команде «Электромодуль», принимавшей участие в первенстве второй (тогда называлась третьей) лиги Беларуси. Однажды игру этой команды посетил будущий тренер сборной Беларуси Сергей Боровский, который тренировал в то время другой клуб из Молодечно — «Металлург». Уже в следующем сезоне братья Маковские защищали цвета «Металлурга», который играл в высшей лиге и ставил перед собой гораздо более серьёзные задачи, чем их предыдущая команда. В 1996 году присоединился в качестве правого полузащитника к минскому «Динамо», в составе которого стал вице-чемпионом Беларуси 1996 года и признан одним из одиннадцати лучших игроков чемпионата.
Затем братья перешли в киевское «Динамо». В 1999 году пути братьев Маковских впервые разошлись — Михаил отправился в полтавскую «Ворсклу», а Владимир в калининградскую «Балтику». Однако довольно быстро близнецы снова оказались вместе — Владимира пригласили по протекции брата в состав полтавской команды.
Затем выступал за киевский ЦСКА, «Закарпатье», «Динамо» Минск, «Интер» Баку, Азербайджан, «Дариду», «Городею». В 2012 году — в ФК «Сморгонь».
Во время Евромайдана находился в Киеве. Маковский отрицательно относился к Евромайдану и поддерживал аннексию Крыма Россией.
В 2014 году вошёл в тренерский штаб клуба «Ислочь». В январе 2017 года покинул команду.
В августе 2017 года стал главным тренером клуба первой лиги «Неман-Агро». «Неман-Агро» в 2017 году в первой лиге занял последнее место с отставанием от ФК «Осиповичи» 12 очков с разницей забитых и пропущенных мячей 27-94.
16 феврале 2018 года возглавил «Молодечно», но через 3 дня был уволен, когда пришел на встречу с болельщиками и прессой пьяным.

## Достижения

### Командные
«Динамо» (Минск)
- Чемпион Беларуси: 1997
- Серебряный призёр чемпионата Беларуси: 1996
- Финалист Кубка Беларуси: 1995/1996

«Динамо» (Киев)
- Чемпион Украины: 1997/1998; «Интер» (Баку)
- Финалист Кубка Азербайджана: 2004/2005

### Индивидуальные
- Один из одиннадцати лучших игроков чемпионата Беларуси (1996)[2]